# Bourvil
Bourvil nombre artístico de André Robert Raimbourg, (Prétot-Vicquemare (Seine-Maritime), 27 de julio de 1917 - París, 23 de septiembre de 1970) fue un actor y cantante francés.

## Biografía
André Raimbourg, alias Bourvil (o durante la «Debacle», en Arzacq en junio de 1940, y en 1941 y principios del 42, Andrel en referencia a Fernandel, 
al que admiraba mucho), no conoció nunca a su padre, muerto durante la Gran Guerra. Pasó su infancia junto a su madre y el nuevo marido de ella, un agricultor llamado Ménard, en la ciudad de Bourville (que inspiró su nombre artístico). Contrajo nupcias con Jeanne Lefrique (1918-1985) el 23 de enero de 1943, con quien tuvo dos hijos:
- Dominique Raimbourg (nacido el 28 de abril de 1950), abogado penalista y consejero municipal en Saint-Sébastien-sur-Loire, también diputado.
- Philippe Raimbourg (nacido el 18 de marzo de 1953), profesor de economía en la Universidad de París 1 Panthéon-Sorbonne y en la ESCP Europa.

Después de ser aprendiz de panadero, partió hacia la región parisiense para intentar hacer carrera musical que comenzó con algunas intervenciones por radio. Joven artista en busca de éxito, se instaló junto a su esposa en Vincennes en un minúsculo apartamento de la Rue des Laitières, en el séptimo piso, casi en el tejado (y allí siguió viviendo hasta 1947).
Se dedicó luego a realizar presentaciones como "cómico rural" (una variante del cómico de la legua), pero es con la canción "Les Crayons" ("Los lápices") con la que arrancará su carrera en 1945. De otro lado, fue esta canción con la que hizo su primera aparición en el cine, en la película La granja del ahorcado (La Ferme du pendu), de Jean Dréville.
Murió a los 53 años a consecuencia de la enfermedad de Kahler (mieloma múltiple), y descansa en Montainville (Yvelines), región donde tenía su casa de campo.
Se le menciona a veces como «André Bourvil» (existe inclusive un «Théâtre André Bourvil» en París). Es bajo este nombre como apareció en los créditos y en el afiche de su penúltima película Círculo rojo (Le Cercle rouge). Agradeció a Jean-Pierre Melville, el realizador, que hubiese mencionado así su nombre de pila.
Su última película, realizada justo antes de Le Cercle rouge, fue La Muralla del Atlántico (Le Mur de l'Atlantique). Esas dos películas se estrenaron apenas algunas semanas después de su muerte.
A sus exequias asistieron: Alain Delon, Yves Montand, Jean Poiret, Francis Blanche, François Périer, Terry-Thomas, Jean-Paul Belmondo, Gérard Oury, David Niven, Salvatore Adamo, Patrick Préjean, Robert Hirsch, Louis de Funès, Yves Robert, Danièle Delorme, Jean-Pierre Melville, André Hunebelle, Marcel Camus, Jean-Pierre Mocky, Jean Marais, Michèle Morgan, Laurent Terzieff, Lino Ventura, Fernandel, Gilles Grangier, Jean Gabin, Serge Reggiani, Pierrette Bruno, Jean-Claude Brialy, Bernard Blier y hasta Claude Autant-Lara por mencionar algunos pocos.
Jeanne Lefrique, su esposa, nacida en 1918, murió el 26 de enero de 1985 en un accidente de tránsito, cuando se dirigía de París a Montainville a visitar la tumba de su esposo.

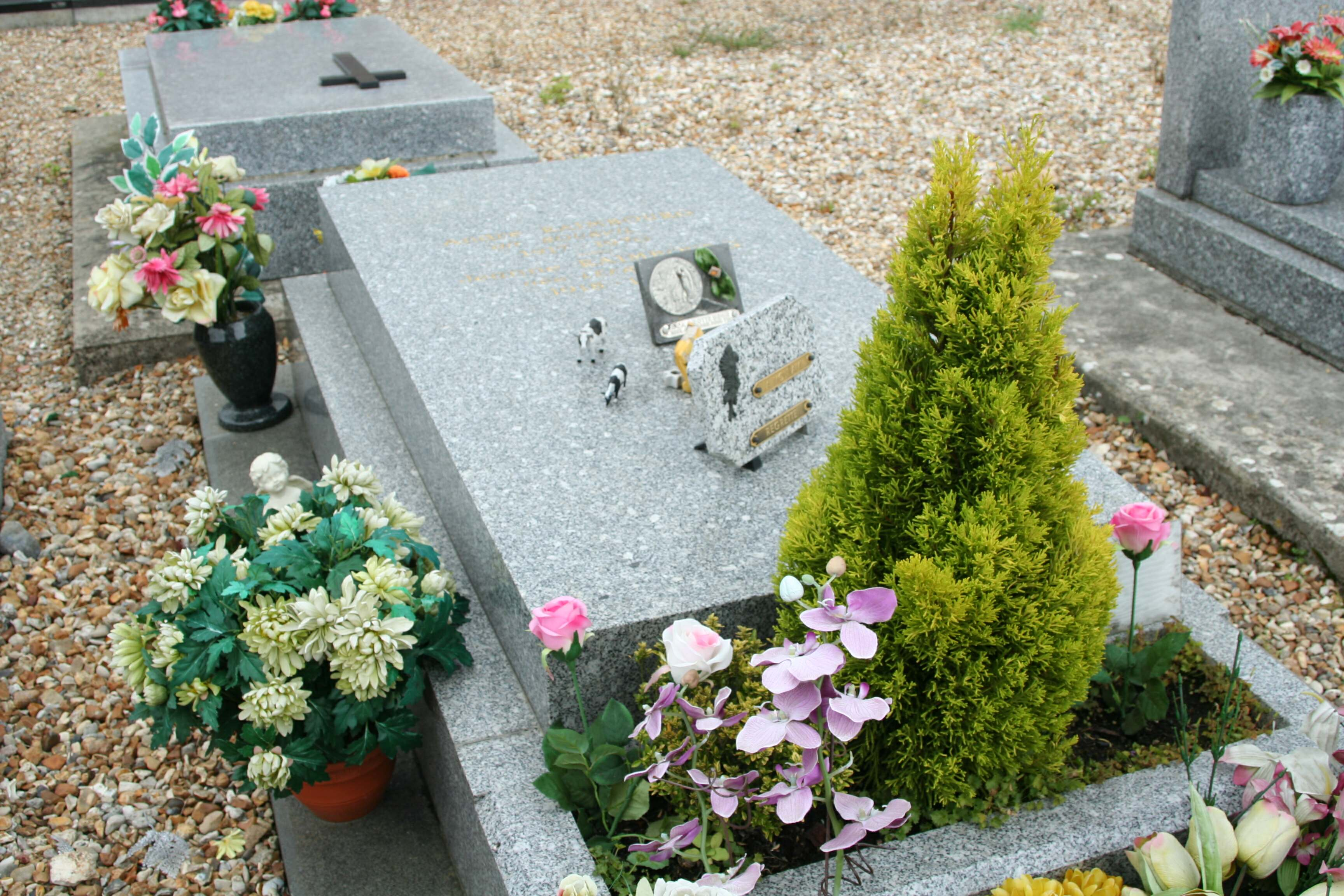
Tumba de Bourvil en el cementerio de Montainville, Yvelines (Francia)

## Un actor agradable
El carácter cómico de Bourvil se basaba principalmente en sus personajes agradables, a veces algo tontos o ingenuos, como los que interpretó junto al enérgico Louis de Funès: el personaje interpretado por Bourvil acaba siempre, por su amabilidad, no solamente causando risa sino también escapando a las manipulaciones de los personajes maquiavélicos que interpretaba de Funès.
Bourvil tuvo, empero, también papeles dramáticos, como el humilde peón de El árbol de Navidad (L'Arbre de Noël), donde ayuda a un muchacho enfermo de leucemia a moderar su pasión por los lobos.  En esa película, al igual que en sus filmes cómicos, el espectador puede fácilmente identificarse con el personaje interpretado por Bourvil, ya que se trata de un hombre sencillo.  Se puede mencionar también su papel como Thénardier en la adaptación cinematográfica de Los Miserables, o también su penúltimo papel de comisario de policía en Le Cercle rouge.
Bourvil fue un hombre muy culto. Su amigo Georges Brassens, que pasó a ser su vecino en Montainville, confiaba que era el perfecto ejemplo de un hombre honesto, a la manera del siglo XVII, y le sugería sus lecturas. Conoció también a Jean-Paul Sartre y se le pensaba como parte de la Comédie-Française.
Bourvil recibió el premio al mejor actor en el Festival de Venecia (la Copa Volpi) por su actuación en la película La Traversée de Paris (sobre una novela de Marcel Aymé). Comediante completo, eligió varias veces papeles de hombres de sociedad, coproduciendo especialmente sus películas con Jean-Pierre Mocky (La Cité de l'indicible Peur o La Grande Frousse, La Grande Lessive (!)...). Aseguró también el doblaje de sus películas al inglés.

## Premios y distinciones
Festival Internacional de Cine de Venecia
| Año  | Categoría                 | Película          | Resultado |
| ---- | ------------------------- | ----------------- | --------- |
| 1956 | Copa Volpi al mejor actor | Travesía de París | Ganador   |